# Roma Pilitsidis
Roma Pilitsidis, właśc. Romualda Pilitsidis (ur. 20 września 1954 w Piławie Górnej) – polska malarka.

## Życiorys
Urodzona 20 września 1954 roku w Piławie Górnej (koło Dzierżoniowa). Od 1968 roku mieszka w Głogowie. W roku 1992 ukończyła Szkołę Sztuk Pięknych w Głogowie. W latach 1994–1999 studiowała w Instytucie Sztuki i Kultury Plastycznej WSP w Zielonej Górze (obecnie Uniwersytet Zielonogórski), uzyskując dyplom w 1999 r. w pracowni malarstwa prof. Jana Gawrona.
Od 1999 roku pracowała w Muzeum Archeologiczno-Historycznym w Głogowie, od 2000 r. na stanowisku kierownika działu sztuki a następnie na stanowisku kierownika Działu Organizacji Wystaw Wydawnictw i Promocji. Była również kustoszem i opiekunem
kolekcji sztuki współczesnej. W roku 2003 ukończyła studia podyplomowe w zakresie muzealnictwa na Uniwersytecie Jagiellońskim w Krakowie.
W latach 2003–2008 prowadziła zajęcia dydaktyczne na Wydziale Artystycznym Uniwersytetu Zielonogórskiego. Od 2011 roku jest członkiem Związku Polskich Artystów Plastyków.
Zajmuje się malarstwem, rysunkiem, instalacją, kolażem.

## Wystawy indywidualne
- „Czerwony Niebieski” - Muzeum Archeologiczno-Historyczne w Głogowie (2015)
- Malarstwo – Galeria ZPAP „Pro Arte” Zielona Góra (2014)
- Malarstwo – Muzeum Lubuskie im. Jana Dekerta w Gorzowie Wlkp. (2013)
- Malarstwo – Galeria Sztuki – Riesa / Niemcy (2013)
- Malarstwo – Galeria PIK Ostrów Wlkp. (2012)
- „Malarstwo” – Galeria ZPAP „Pro Arte” w Zielonej Górze (2011)
- „Mała retrospektywa” – Muzeum Archeologiczno-Historyczne w Głogowie. (2009)
- „Malarstwo zamknięte w prostokącie” – Muzeum Regionalne  Jawor (2006)
- „Malarstwo zamknięte w prostokącie” – Puławska Galeria Sztuki w Puławach (2005)
- „Malarstwo zamknięte w prostokącie” – Centrum Sztuki Współczesnej „Solvay” w Krakowie (2005)
- „Malarstwo zamknięte w prostokącie” – Galeria Sztuki w Łomży(2005)
- „Historia pewnego prostokąta” – Galeria Sztuki w Legnicy (2002)
- „Historia pewnego prostokąta” – Muzeum Archeologiczno - Historyczne w Głogowie.(2002)

## Wystawy zbiorowe
- 60-lecie Okręgu Zielonogórskiego ZPAP, Galeria „Pro Arte” Zielona Góra (2015)
- Salon Jesienny – BWA Gorzów Wlkp. (2014)
- „Morskie Impresje”, Wystawa poplenerowa, Międzyzdroje (2014)
- „Ambasadorowie Sztuki”, Międzynarodowa Wystawa Sztuki, ZPAP Warszawa (2013)
- 24 Festiwal Współczesnego Malarstwa Polskiego w Szczecinie (2013)
- Salon Jesienny – BWA Zielona Góra (2013)
- „Koniec wszystkich końców” - Galeria Sztuki w Legnicy (2012)
- Międzynarodowa Wystawa Miniatury Galeria GM Tuzla, Bośnia i Hercegowina (2012)
- „Salon Jesienny” BWA Gorzów Wlkp. (2012)
- „Triennale z Martwą Naturą” – VI Ogólnopolski Konkurs Malarski, BWA Sieradz (2012)
- 11 Międzynarodowe Biennale Miniatury - Gornji Milanovac Serbia (2012)
- „Salon Jesienny” – BWA Zielona Góra (2011)
- „Przybysze i Tubylcy” – BWA Zielona Góra (2011)
- „100- lecie ZPAP” – Muzeum Ziemi Lubuskiej w Zielonej Górze (2011)
- II Międzynarodowa Wystawa Miniatury – Majdanpek Serbia (2011)
- 10 Międzynarodowe Biennale Miniatury Artystycznej – Serbia, Centrum Kultury Gornji Milanovac. (2010)
- „XXVI Wystawa Plastyki Zagłębia Miedziowego” – Galeria Sztuki w Legnicy (2010)
- „Triennale z Martwą Naturą” - V Ogólnopolski Konkurs Malarski „Triennale z Martwą Naturą” - BWA Sieradz, BWA Nowy Sącz (2009–2010)
- APW Gallery 195 Chrystie St Snite 200 New York USA (2009)
- 9 Międzynarodowe Biennale Miniatury Artystycznej – Serbia. (2008)
- I Międzynarodowe Biennale Obrazu „Quadro Art. 2007” (2007)
- Związek Polskich Artystów Plastyków w Łodzi. (2007)
- Drogi Twórcze” Niemcy - Wuppertal Galeria Art. Fabryk. (2006)
- IV Ogólnopolski konkurs malarski - „Triennale z martwą naturą” – BWA Sieradz, BWA Rzeszów (2006)
- „XXV Wystawa Plastyki Zagłębia Miedziowego” Galeria Sztuki w Legnicy (2006)
- „Art. Silesia Presents” – Florencja – Palagio di Parte Gwelfa. (2005)
- I Międzynarodowe Biennale Miniatury Art. - Turcja Ankara. (2005)
- I Międzynarodowe Biennale Miniatury Art. – Nikśić, Serbia & Czarnogóra (2005)
- 7 Międzynarodowe Biennale Miniatury Art. – Gornij Milanovac,Serbia & Czarnogóra (2003)
- 5 Biennale Małych Form Malarskich - Galeria Sztuki „Wozownia” w Toruniu (2003)
- Galeria Sztuki w Bad Ems, Niemcy (2003)
- Galeria Sztuki Henin w Beaumont, Francja (2003)
- Galeria Memoires et Cultures, Lens, Francja (2002)

## Nagrody
- I nagroda im. Bronisława Chyły na  XXIV Wystawie Plastyki Zagłębia Miedziowego, organizowanej przez Galerię Sztuki w Legnicy. (2001)
- II nagroda na XXV Wystawie Plastyki Zagłębia Miedziowego, organizowanej przez Galerię Sztuki w Legnicy. (2006)